# ريجينا باري ناجي
ريجينا باري ناجي (بالمجرية: Bari-Nagy Regina)‏ مواليد 15 سبتمبر 1990 في بودابست، هي لاعبة كرة يد مجرية تلعب كجناح أيمن. فازت مع فريقها بكأس أبطال الكؤوس الأوروبية لكرة اليد للسيدات في 2011.